# Mehna
Mehna is een gemeente in de Duitse deelstaat Thüringen, en maakt deel uit van de Landkreis Altenburger Land. Mehna is het bestuurscentrum van de Verwaltungsgemeinschaft Altenburger Land, een gemeentelijk samenwerkingsverband, waar Mehna met zeven andere gemeenten deel van uitmaakt.
Mehna telt 260 inwoners.